# Coefficiente di vuoto
In ingegneria nucleare il coefficiente di vuoto è un numero indice usato per stimare quanto cambia la reattività di un reattore nucleare quando si ha una variazione (positiva o negativa) del grado di vuoto (rapporto tra il volume occupato dal vapore rispetto al volume totale occupato dalla miscela liquido/vapore), a causa della formazione di vapore, nel moderatore o nel refrigerante, o per il collasso delle bolle di vapore stesso. Ad esempio in un reattore RBMK l'acqua funge solamente da termovettore, mentre in un reattore LWR l'acqua è sia moderatore che termovettore.
Valori positivi indicano un aumento della reattività, valori negativi una diminuzione della reattività, mentre un valore nullo indica che la reattività non dipende dal grado di vuoto del moderatore/termovettore all'interno del reattore.
Questo coefficiente non deve essere confuso con il coefficiente di temperatura del moderatore/refrigerante, legato principalmente alla sole variazioni di densità con la temperatura ma non alla formazione di vapore. 